# Scacco al re - La cattura di Provenzano
Scacco al re - La cattura di Provenzano è un film documentario trasmesso da Rai 3 nato da un'idea di Claudio Canepari e Piergiorgio Di Cara, scritto da Clelio Benevento, Mariano Cirino, Salvo Palazzolo, diretto da Claudio Canepari, Mariano Cirino, Paolo Santolini.

## Il re di Cosa nostra
Il documentario cerca di ripercorrere tutti i momenti salienti che hanno portato alla cattura del super boss di Cosa nostra, Bernardo Provenzano, l'ultimo rimasto dopo l'arresto di Salvatore Riina. I filmati mostrano passo passo le intercettazioni ambientali delle forze dell'ordine che tassello dopo tassello hanno condotto, passando da una fitta rete di collaboratori, alla masseria dove l'11 aprile 2006 fu arrestato Provenzano, dal procuratore antimafia Pietro Grasso.